# Oppdal
Oppdal är den enda tätorten i Oppdals kommun i Trøndelag fylke i Norge. Orten ligger vid älven Driva och vid Dovrebanan, där riksväg 70 möter Europaväg 6. Den utgör kommunens centralort. Oppdal är känd för sin alpina skidanläggning med cirka 50 km pister och 16 liftar. En av liftarna börjar inom tätorten.